# Margherita Giordano Lokrantz
Margherita Giordano Lokrantz, född 7 december 1935, död 28 september 2004 i Italien, var en svensk författare, forskare och lektor. Hon var en högt respekterad forskare i nordisk litteratur och språk.
Lokrantz var ledamot av Kungliga Vitterhetsakademin.
Hennes far Gunnar Lokrantz (1906–1979) var lärare och utgav läroböcker i modersmålet och litteraturhistoria.